# Mesochorus lilioceriphilus
Mesochorus lilioceriphilus là một loài tò vò trong họ Ichneumonidae.